# Torge Hollmann
Torge Hollmann (* 28. Januar 1982 in Löningen) ist ein deutscher Fußballspieler.

## Karriere
Hollmann begann seine Karriere in der Jugend des VfL Löningen, von wo er zum SV Meppen wechselte. Dort spielte er bereits als A-Jugendlicher in der 1. Mannschaft. Im Sommer 2002 ging er aus dem Emsland in den Breisgau; beim SC Freiburg gehörte er zunächst der in der Oberliga spielenden zweiten Mannschaft an, ehe er zur Saison 2003/04 in den Bundesligakader aufrückte. Seinen einzigen Bundesligaeinsatz hatte er als Einwechselspieler bei der 0:3-Niederlage der Freiburger in Nürnberg am 16. Oktober 2004. Nach dem Abstieg des SC Freiburg wechselte Hollmann zum SV Wehen, wo der Defensiv- und Mittelfeldspieler bis zum Ende der Spielzeit 2006/07 in der Regionalliga Süd auf 59 Einsätze kam, bei denen er sieben Tore erzielte. Weitere Spiele in dieser Saison verhinderte ein Mittelfußbruch, den er am 28. Spieltag erlitt. Am Ende der Saison stiegen die Wehener in die zweite Liga auf, in der Hollmann in den folgenden zwei Jahren insgesamt 37 Spiele absolvierte. 2008/09 stieg Wehen Wiesbaden wieder in die 3. Liga ab. Zur Saison 2010/11 wechselte Hollmann ablösefrei zum Regionalligisten Eintracht Trier, für den er am 8. August 2010 im Spiel gegen die zweite Mannschaft des 1. FC Kaiserslautern debütierte und in dem er auch mit dem Treffer zum 1:0 sein erstes Tor für Eintracht Trier erzielte. 2016 beendete er hier seine Profilaufbahn. Zum 1. Juli 2016 wechselte Hollmann dann in die Geschäftsführung des Vereins. Von 2017 bis 2019 spielt er dann in der Kreisliga A Trier-Saarburg für die achtklassige DJK Pluwig-Gusterath in der Nähe von Trier. Im Sommer 2021 tauchte er dann im Kader des Kreisligisten SV Rheidt im Rhein-Erft-Kreis auf.

## Bemerkenswertes
Hollmann war als Vertreter der Fußball-Regionalliga Südwest im Spielerrat der Spielergewerkschaft Vereinigung der Vertragsfußballspieler (VdV).